# Jörg Kirbs

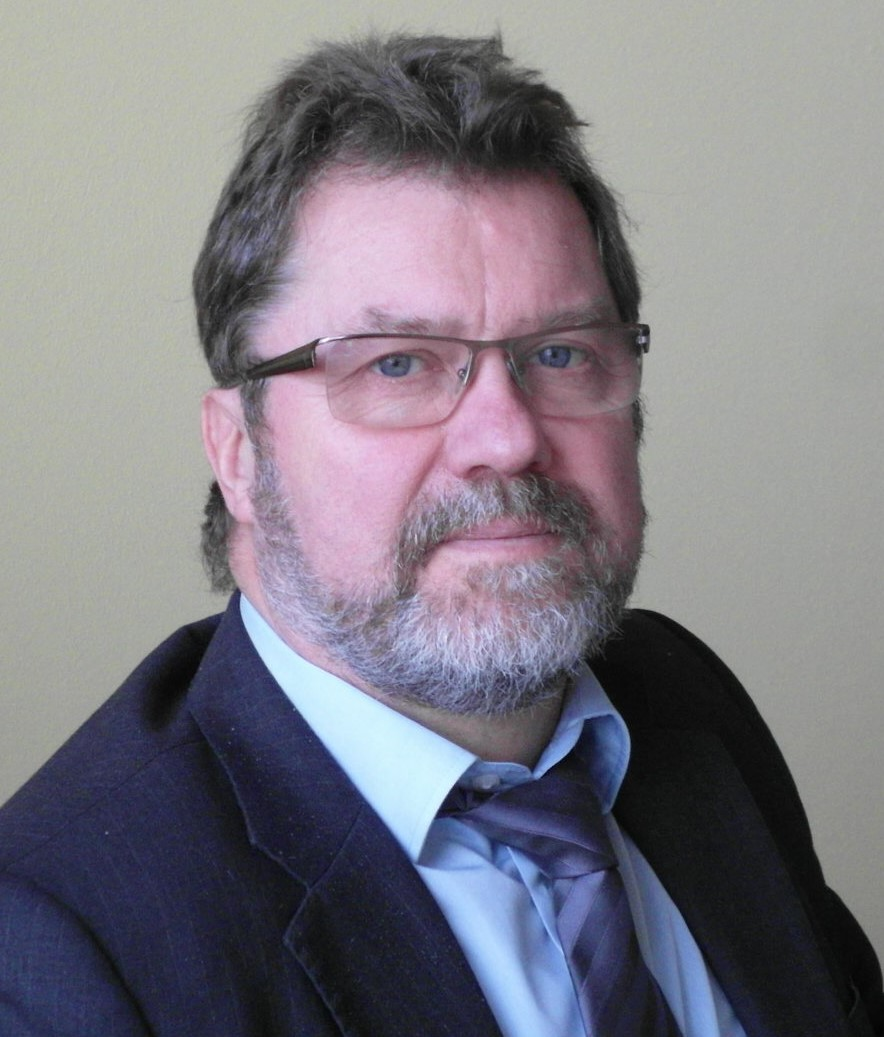
Jörg Kirbs (2014)

Jörg Kirbs (* 26. Mai 1957 in Oschersleben) ist ein deutscher Ingenieur und Professor für Technische Mechanik / Festigkeitslehre und FEM-Anwendung. Von 2012 bis 2022 war er Rektor der Hochschule Merseburg.

## Leben
Jörg Kirbs wurde in Oschersleben geboren, hier besuchte er von 1963 bis 1971 eine Polytechnische Oberschule (POS) und anschließend für zwei Jahre die Erweiterte Oberschule (EOS). Danach wechselte er 1973 in eine Spezialklasse für Mathematik und Physik an der Martin-Luther-Universität Halle-Wittenberg, wo er 1975 sein Abitur ablegte.
Nach dem Wehrdienst nahm er im Jahre 1978 sein Studium des Maschinenbaus an der Technischen Hochschule Otto von Guericke Magdeburg auf. Kirbs erreichte im Jahre 1983 seinen Abschluss als Diplom-Ingenieur (Dipl.-Ing.) für Maschinenbau in der Fachrichtung Technische Mechanik.
Seine Promotion zum Doktor-Ingenieur (Dr.-Ing.) erlangte er im Jahre 1989 an der Technischen Universität Magdeburg.
Im Jahr 1992 erfolgte die Berufung von Kirbs als Professor für Technische Mechanik / Festigkeitslehre und FEM-Anwendung (FEM = finite element method) nach Merseburg. Seit 1. März 1993 ist er als Professor an der FH/Hochschule Merseburg tätig.
1994 wurde er zum Prodekan des Fachbereiches Maschinenbau gewählt.
1996 wurde er als Prorektor für Forschung und Technologietransfer kommissarisch eingesetzt wegen schwerer Erkrankung des damaligen Amtsinhabers. Im Zeitraum 1997 bis 2012 war Kirbs als gewählter Prorektor für Forschung und Technologietransfer wirksam (später umbenannt in Prorektor für Forschung, Wissenstransfer und Existenzgründung).

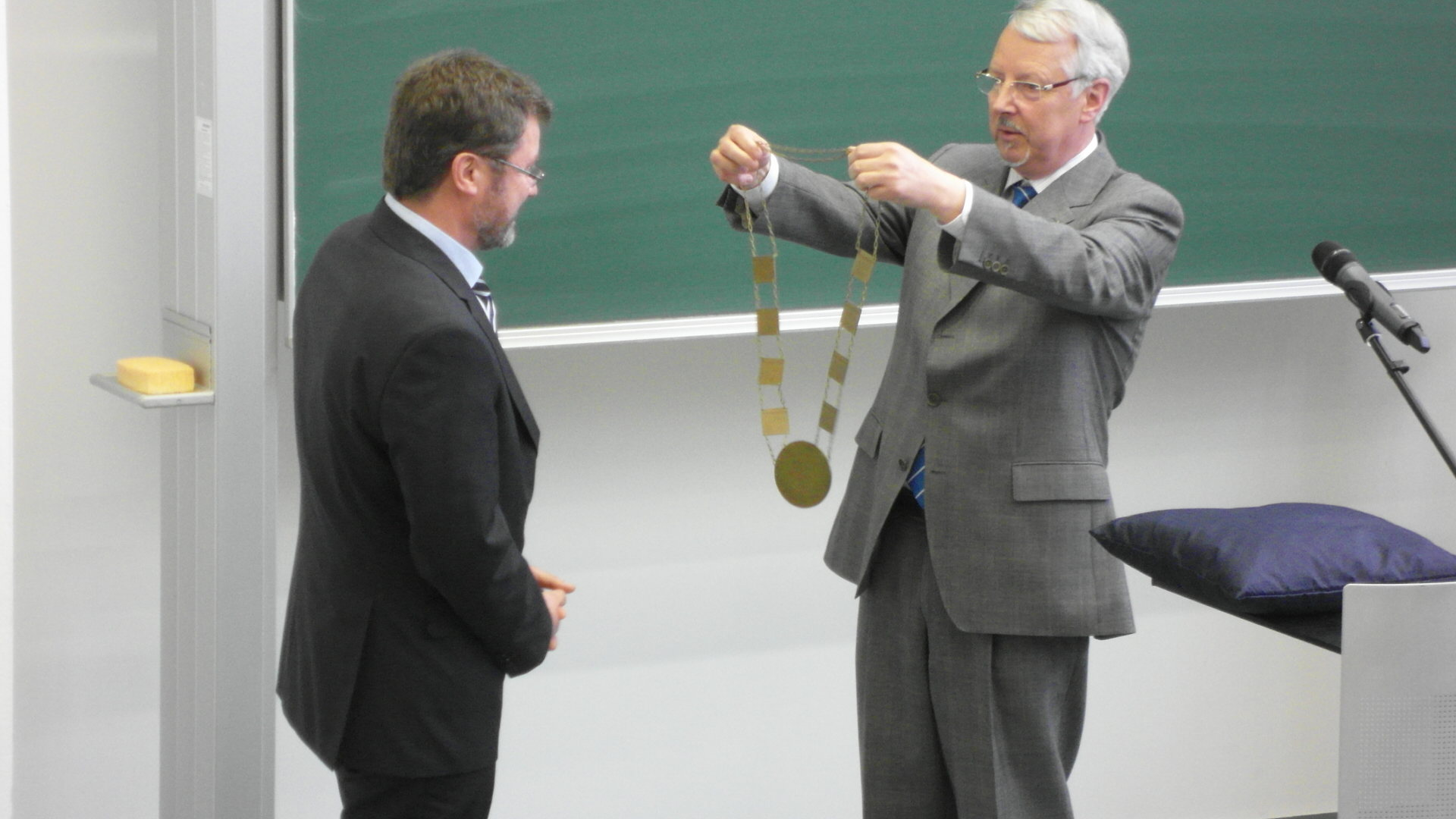
Investitur am 12. April 2012: der Rektor Jörg Kirbs (li.) übernimmt die Amtskette vom scheidenden Rektor Heinz Zwanziger

Im April 2012 wurde Kirbs zum Rektor der Hochschule Merseburg gewählt.  Er trat die Nachfolge von Heinz Zwanziger an. Nach Ablauf seiner ersten Amtsperiode wurde Kirbs für eine zweite Amtsperiode wiedergewählt. Sein Nachfolger im Amt ist Markus Krabbes seit April 2022.
Während der Amtszeit von Jörg Kirbs erfolgte eine Profilierung der Hochschule, wobei insbesondere die bisherigen vier Fachbereiche
- Informatik und Kommunikationssysteme
- Ingenieur- und Naturwissenschaften
- Soziale Arbeit. Medien. Kultur
- Wirtschaftswissenschaften

in drei neue Fachbereiche umgestaltet wurden:
- Ingenieur- und Naturwissenschaften
- Soziale Arbeit. Medien. Kultur
- Wirtschaftswissenschaften und Informationswissenschaften.

## Mitgliedschaften (Auswahl)
- Kuratorium der Qualifizierungsförderwerk Chemie GmbH
- Kuratorium der Herzog August Stiftung Weißenfels
- Kuratorium der Kulturstiftung Hohenmölsen
- Salinebotschafter (Saline als außerschulischer Lernort für den MINT-Bereich)
- MINT-Botschafter-Netzwerk der Bundesrepublik Deutschland
- AG Wirtschaft und Standortentwicklung der Europäischen Metropolregion (EMMD)
- Regionalforum Mitteldeutschland.

## Veröffentlichungen (Auswahl)
- Dynamische Analyse sektorsymmetrischer Strukturen unter Nutzung der Methode der finiten Elemente. Magdeburg, Technische Universität Otto von Guericke, Dissertation A, 1989.
- Einführung in die Statik und räumliche Kraftsysteme. 3. Auflage. Agentur für wissenschaftliche Weiterbildung und Wissenstransfer an der FH, Brandenburg an der Havel 2008, ISBN 978-3-86946-045-1.
- Vorwort. In: R. Angelstein, J. Bischoff, K. Köhler-Terz (Hrsg.): Das Bild der Hochschule Merseburg in der Öffentlichkeit – eine Befragung der Studierenden der Hochschule Merseburg und der Merseburger Bürger. Verfasser: A. Turuntas, M. Greiß, X. Li. Hochschulverlag, Merseburg 2013, ISBN 978-3-942703-21-5.
- Vorwort. In: René Angelstein: Hochschulkanzler aus Passion – Festschrift für Dr. Bernd Janson. Mitwirkende: Ch. Siegel, J. Bischoff. Hochschulverlag, Merseburg 2014, ISBN 978-3-942703-33-8.
- Geleitwort. In: René Angelstein (Hrsg.): Wirkungskreise eines Medienwissenschaftlers – eine Festschrift für Professor Dr. Johann Bischoff. Verfasser: F. Baumann, K. Köhler-Terz, B. Brandi. Hochschulverlag, Merseburg 2016, ISBN 978-3-942703-56-7.